# وادي المراخ
قرية وادي المراخ هي إحدى القرى التابعة لمركز نويبع في محافظة جنوب سيناء في جمهورية مصر العربية. حسب إحصاءات سنة 2018، بلغ إجمالي السكان في وادي المراخ 230 نسمة، منهم 118 رجل و 112 امرأة.